# Налдеев, Алексей Петрович
Алексей Петрович Налдеев  (14 мая 1917 — 1987) — советский писатель, литературовед, директор Сценарной студии Министерства культуры СССР (1952–1954).

## Биография
Родился в 1917 году в деревне Киселёвка Поимского района Пензенской области. В 1933 году окончил с отличием Пичевскую среднюю школу. В 1937 году окончил Чембарское педагогическое училище. В 1937–1938 годах работал учителем в Башмаковском районе. Затем поступил на литературный факультет Московского института философии, литературы и истории.
В 1941 году с началом Великой Отечественной войны ушел добровольцем на фронт. Принимал участие в обороне Москвы командиром орудия 3-й батареи 694-го противотанкового полка. В бою у деревни Горки Ново-Петровского района Московской области был тяжело ранен. C 18 ноября 1941 года числился пропавшим без вести. После госпиталя был снова отправлен на фронт. В 1944 году, получив ранение, лечился в госпитале во Львове. Войну закончил в Бреслау в должности заместителя командира артиллерийского дивизиона.
В 1948 году окончил филологический факультет Московского государственного университета, в 1952 году – аспирантуру, защитив диссертацию на соискание ученой степени кандидата филологических наук на тему «Трилогия А. Н. Толстого "Хождение по мукам"».
В 1952–1954 годах работал директором Сценарной студии Министерства кинематографии СССР, с 1953 года Министерства культуры СССР.
С ноября 1954 по июнь 1967 года был секретарем партийного бюро, преподавателем Литературного института имени А.М. Горького.
В 1982 году опубликовал роман «Опаленные версты», посвященный защитникам Москвы.

## Награды
- Медаль «За оборону Москвы»
- Медаль «За оборону Кавказа»
- Орден Отечественной войны I степени